# Matrimonio per procura
Il matrimonio per procura è un atto in cui uno o entrambi gli individui che si uniscono in matrimonio non sono fisicamente presenti durante la cerimonia, ma sono rappresentati da altre persone. In assenza di entrambi i partner si verifica il doppio matrimonio per procura.
Il matrimonio per procura è celebrato di solito quando una coppia desidera sposarsi, ma uno o entrambi i nubendi non possono partecipare per motivi quali il servizio militare, la reclusione o le restrizioni di viaggio; oppure quando una coppia vive in una giurisdizione in cui non può sposarsi legalmente.
I matrimoni per procura non sono riconosciuti come legalmente vincolanti nella maggior parte delle giurisdizioni, essendo richiesta la presenza fisica di entrambi gli sposi per evitare matrimoni fittizi o forzati. Tuttavia spesso viene altresì riconosciuta la lex loci celebrationis, secondo cui, se il matrimonio per procura è valido secondo la legge del luogo in cui è stato celebrato, il matrimonio viene riconosciuto anche altrove.

## Storia
Il matrimonio per procura era celebrato anche nell'antichità, tanto che è citato nella Bibbia nel Libro della Genesi (cap. 24) e nel Libro di Ruth (3, 91).
Il matrimonio per procura fu una pratica comune della nobiltà e della monarchia europea nel Medioevo e in epoca moderna, con la concessione di dispense canoniche da parte della Chiesa, essendo visto come un modo per impegnarsi rapidamente, in linea di principio, in un'unione sia coniugale sia politica e per perfezionare alcuni aspetti giuridici, politici o diplomatici in seguito (soprattutto quando uno dei fidanzati era minorenne oppure quando il cerimoniale di corte non permetteva ad un re di andare a prendere la sua sposa). All'epoca infatti, i contratti matrimoniali si concretizzavano solo dopo lunghi calcoli politici e aspre trattative, poiché quelli promessi a volte non nascevano al momento del contratto. Questi contratti matrimoniali potevano quindi variare a seconda degli alti o bassi profili politici, oppure ebbero successo o vennero cancellati (come quello tra Massimiliano I e di Anna di Bretagna) per formare altre alleanze.
Il rito del matrimonio e della sua solennità fu talvolta sostituito durante l'Ancien Régime da una messa in scena che simulava la consumazione del matrimonio per procura: la futura sposa si spogliava la gamba nel letto nuziale e un rappresentante dello sposo, tenendo in mano la procura, vi infilava la gamba nuda. Questi matrimoni per procura sono raccontati in particolare tra Anna di Bretagna e Wolfgang von Polheim, amico d'infanzia e negoziatore di Massimiliano I.
Durante la prima guerra mondiale, la Francia approvò una legge d'emergenza (e la cui durata era limitata alla guerra), entrata in vigore il 4 aprile 1915, che permetteva il matrimonio per procura ai soldati arruolati, ma i parlamentari lo estesero anche ai conviventi che vivevano in un'unione di diritto comune. Questa procedura è stata rinnovata per la seconda guerra mondiale.
Attualmente il matrimonio per procura è spesso vietato, salvo circostanze eccezionali, in quanto richiede il mutuo consenso dei coniugi in loro presenza per evitare matrimoni forzati o fittizi. Le Nazioni Unite, nella sua "Recommendation on Consent to Marriage, Minimum Age for Marriage and Registration of Marriages", autorizzano questo tipo di matrimonio, in circostanze eccezionali, "solo se le autorità competenti hanno la certezza che ciascuna parte interessata abbia, davanti a un'autorità competente e secondo le modalità previste dalla legge, dato liberamente il suo pieno consenso in presenza di testimoni e non l'abbia ritirato". Anche il Codice di Diritto Canonico della Chiesa latina permette questo tipo di matrimonio.

## In Italia
La celebrazione del matrimonio per procura può anche farsi se uno degli sposi risiede all’estero e concorrono gravi motivi da valutarsi dal tribunale nella cui circoscrizione risiede l’altro sposo.
L’autorizzazione è concessa con decreto non impugnabile emesso in camera di consiglio, sentito il pubblico ministero.
La procura deve contenere l’indicazione della persona con la quale il matrimonio si deve contrarre.
La procura deve essere fatta per atto pubblico; i militari e le persone al seguito delle forze armate, in tempo di guerra, possono farla nelle forme speciali ad essi consentite.
Il matrimonio non può essere celebrato quando sono trascorsi centottanta giorni da quello in cui la procura è stata rilasciata.
La coabitazione, anche temporanea dopo la celebrazione del matrimonio, elimina gli effetti della revoca della procura, ignorata dall’altro coniuge al momento della celebrazione.»
(Articolo 111 del Codice civile italiano)
Il matrimonio è un atto personalissimo, «che non può essere compiuto mediante un rappresentante, volontario o legale»: va quindi compiuto personalmente dagli sposi che non possono farsi rappresentare.
Tuttavia, la legge in alcuni casi tassativamente indicati ammette il matrimonio per procura.
È consentito in tempo di guerra ai militari e alle persone che per ragioni di servizio si trovano al seguito delle forze armate.
La celebrazione per procura è inoltre consentita in ogni tempo quando uno degli sposi risiede all'estero e concorrono gravi motivi. In questo caso è necessario il rilascio dell'autorizzazione da parte del tribunale. L'autorizzazione è concessa con decreto non impugnabile emesso in camera di consiglio, sentito il pubblico ministero.
La procura deve contenere l'indicazione della persona con la quale il matrimonio si deve celebrare e deve essere fatta per atto pubblico.
I militari e le persone al seguito delle forze armate, in tempo di guerra, possono farla nelle forme speciali ad essi consentite.
Il matrimonio deve essere celebrato entro centottanta giorni da quello in cui la procura è stata rilasciata.
Un grave motivo potrebbe essere quello legato alle condizioni del rifugiato politico all’estero. Non si può dire se l’impossibilità di ottenere un visto turistico e le difficoltà economiche per incontrarsi possano essere valutate dal giudice come valide ragioni al conferimento dell’autorizzazione a sposarsi per procura, perché non si è trovata giurisprudenza in merito. Si può tentare facendo ricorso al tribunale dove risiede.
La procura deve rivestire la forma dell’atto pubblico e deve contenere specificamente la persona che si intende sposare.
In relazione al matrimonio via Skype, c’è una pronuncia della Suprema Corte di Cassazione. Si tratta, precisamente della sentenza n. 15343/2016, che ne ha riconosciuto la validità in Italia se l’unione “telematica” sia riconosciuta dalla legge straniera. Se una persona italiana sposa una persona straniera e, secondo la legge dello Stato di quest’ultima, il matrimonio è valido anche se contratto via internet, l’ufficiale dello Stato civile italiano non può rifiutare la trascrizione nei registri dello stato civile.
Coloro che si vorrebbero sposare con una persona che abita all’estero, si dovrà informare se in quello Stato il matrimonio contratto via internet sia valido, se lo è, si potrà sposare e successivamente chiedere la trascrizione dell’atto in Italia.
Al fine di ottenere il visto turistico per l’Italia ci si deve recare presso l’ambasciata italiana più vicina e preparare la documentazione necessaria che consistente nella compilazione di un formulario per la domanda del visto d’ingresso (come motivazione si potrebbe indicare Turismo, oppure viaggio da famiglia/amici), una fotografia recente in formato tessera, un documento di viaggio in corso di validità con scadenza superiore di almeno tre mesi a quella del visto richiesto, il titolo di viaggio di andata e ritorno (o prenotazione), oppure la dimostrazione della disponibilità di mezzi di trasporto personali, la dimostrazione del possesso di mezzi economici di sostentamento, la documentazione giustificativa della propria condizione socio-professionale, una dichiarazione di ospitalità.
La procura a celebrare il matrimonio non dà luogo a rappresentanza in quanto il procuratore non esprime una propria volontà per conto dello sposo assente, ma si limita a riportare la volontà già espressa dal rappresentato.